# グルタミン酸ラセマーゼ
グルタミン酸ラセマーゼ(Glutamate racemase、MurI、EC 5.1.1.3)は、以下の化学反応を触媒する酵素である。
L-グルタミン酸 {\displaystyle \rightleftharpoons } D-グルタミン酸
従って、基質はL-グルタミン酸、生成物はD-グルタミン酸である。
この酵素は、異性化酵素、特にアミノ酸やその誘導体に作用するラセマーゼやエピメラーゼに分類される。細菌の細胞壁生合成に必要なグルタミン酸の代謝に関与しているほか、DNAへのDNAジャイレースの結合を妨げる役割も果たしている。
グルタミン酸ラセマーゼは、細胞壁合成とジャイレース阻害の2つの役割を果たしている。グルタミン酸ラセマーゼのように、全く別の2つの役割を果たすタンパク質は、多機能タンパク質(moonlighting protein)と呼ばれている。

## 多機能性
多機能タンパク質の発見まで、酵素は1つの機能しか持たないと考えられ、「1遺伝子1酵素」説が広く信じられていた。しかし、2つの機能を持つタンパク質が発見され、この説は否定された。これらの2つの機能は、単一のポリペプチド鎖で見られる。複数機能を持つタンパク質は、遺伝子融合、相同タンパク質、スプライス変異等によるものではない。

## 構造

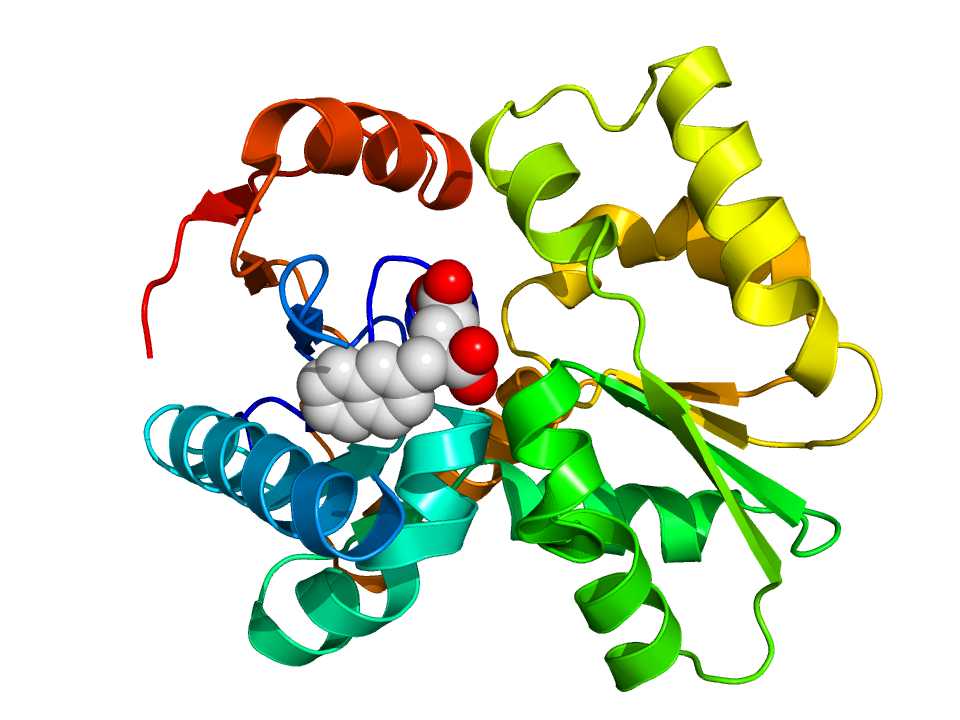
活性部位に阻害剤γ-2-ナフチルメチル-D-グルタミン酸（炭素=白色、酸素=赤色、窒素=赤色）が結合した化膿レンサ球菌のグルタミン酸ラセマーゼの結晶構造（N末端側が青色、C末端側が赤色）

MurIの大きさは、おおよそ35 A × 40 A × 45 Aであり、α/β構造を持つ2つのコンパクトなドメインから構成されている。2つのドメインの間に活性部位があり、N末端ドメインは1から97番目の残基と207から264番目の残基、C末端ドメインは98から206番目の残基で形成されている。これにより、酵素は、D-グルタミン酸からL-異性体を作ることができる。また、N末端ドメインは5鎖のβシート、C末端ドメインは4鎖のβシートで構成されている。このような構造上の特徴は、異なる種のMurIで同一である訳ではない。化膿レンサ球菌や枯草菌は、ほぼ相同なMurIを持っている。二量体のMurIも珍しくない。
N末端とC末端のちょうど間に存在する活性部位は、2つのシステイン残基の間にもある。この部分は溶媒と接触し、いくつかの水分子が活性部位に入る。いくつかの種では、活性部位は硫酸イオンを持ち、アミド骨格や側鎖と水素結合を形成している。

## 機能

### 細菌細胞壁合成
グルタミン酸ラセマーゼは、murI遺伝子でコードされる細菌の酵素である。この酵素は、細菌の細胞壁合成に必要であることが知られている。実験から、この酵素はラセミ化によってL-グルタミン酸からD-グルタミン酸を合成することによって、細胞壁を組み立てていることが明らかとなっている。D-グルタミン酸は、原核生物の細胞壁において、必須の構成成分であるペプチドグリカン層のモノマーとなる。ペプチドグリカン層は細胞壁の剛性にも関わっている。MurIがグルタミン酸のエナンチオマーの相互変換を触媒する過程は、アロステリック部位に結合して触媒反応を開始させる補因子を必要としない。MurIがグルタミン酸のエナンチオマーをD-グルタミン酸に変換する過程は、2つの段階からなる。第1段階では、基質が脱プロトン化され、アニオンとなる。続いて、基質は再プロトン化される。グルタミン酸が酵素の活性部位に結合すると、ドメインの大きな構造変化が起きる。この変化により、触媒に関与する2つのシステイン残基Cys73とCys184が重ね合わされ、基質の両側に位置する。前述のドメインは対称的であり、この対称性は、このタンパク質が遺伝子重複により進化してきたことを示唆している。この細胞壁生合成の機能により、MurIは抗菌剤としての利用が期待されている。

### ジャイレース阻害
細胞壁生合成の機能とともに、このタンパク質はジャイレース阻害の機能も独立に持っている。ある種の細菌の持つMurIは、DNAジャイレースのDNAへの結合を阻害し、DNAジャイレースの活性を減少させる。DNAジャイレースがDNAに結合すると、DNAジャイレースはDNAの螺旋をゆるめ、超螺旋の状態にする。これは、細菌細胞の複製に先だって起こるDNA複製に必須のステップである。この過程にグルタミン酸ラセマーゼが存在すると、DNAジャイレースの活性部位を変形させ、DNAに効率的に結合できないようにする。これにより、DNAジャイレースはDNAの螺旋構造をほどくことができなくなる。
MurIのこの機能は、実験的に発見された。DNAジャイレースをMurIと一緒にインキュベートし、DNAのサンプルに加えると、MurIが存在している時に超螺旋活性が阻害された。MurIの細胞壁合成の機能は、このもう一つの機能には直接関わっておらず、独立していた。これは、逆にDNAジャイレースはMurIのラセミ化の作用には影響を及ぼしていないことを意味し、実験でも確かめられている。実験によって、ラセマーゼの基質であるL-グルタミン酸が離れたDNAジャイレース阻害の活性部位に含まれていることが明らかとなり、MurIは2つの機能に対して、2つの異なる活性部位を用いていることが発見された。DNAジャイレース阻害作用は、ラセマーゼの基質が存在しても開始し、全く変わらないことが示された。この発見により、2つの機能は、重なりのない活性部位においてそれぞれ独立に実行され、MurIを真の多機能タンパク質としていることが明らかとなった。ラセマーゼ活性を持たないMurIの変異体が、変異のないMurIと同程度にDNAジャイレース阻害活性を持つことも示された。

## 活性調整
この酵素は、アロステリック制御のモデルとして用いられている。

## 応用
グルタミン酸ラセマーゼの生成物であるD-グルタミン酸は細菌の細胞壁の必須の構成成分であることから、この酵素の抗菌剤としての利用が期待されている。この酵素の活性を阻害することで、細菌の細胞壁の形成を止め、最終的には浸透圧によって溶菌させることができる。さらに、ほ乳類にはグルタミン酸ラセマーゼもその生成物のD-グルタミン酸も存在しないことから、この酵素の阻害は、宿主のほ乳類には毒性とならない。MurIの阻害剤となる可能性がある物質としては、触媒部位のシステインをアルキル化する働きを持つアジリジノグルタミン酸や、グルタミン酸のアミノ基への結合水と競合する働きを持つN-ヒドロキシグルタミン酸、基質と競合する働きを持つ、D-グルタミン酸の4位がアリル基、ヘテロアリル基、シンナミル基、ジアリル-メチル基で置き換わった物質等がある。

## 関連文献
- Glaser L (1960). “Glutamic acid racemase from Lactobacillus arabinosus”. J. Biol. Chem. 235:  2095–8. PMID 13828348.